# Gierlach (herb szlachecki)
Gierlach – polski herb szlachecki z nobilitacji, o nieznanym rysunku.

## Opis herbu
Wiemy jedynie o labrach, które mają być srebrne, podbite czernią. Labry dodał do nieznanego herbu Zygmunt August, brak jednak opisu samego herbu w dokumencie nobilitacyjnym.

## Najwcześniejsze wzmianki
Nadany 24 marca 1557 Walentemu Gierlachowi, mieszczaninowi toruńskiemu. Pradziadek macierzysty Gieralcha miał otrzymać szlachectwo wcześniej, od Zygmunta Luksemburskiego, zaś Zygmunt August dodał jedynie labry.

## Herbowni
Gierlach.